# Armageddon (Art of Dying)
Armageddon è il quarto album in studio del gruppo alternative rock canadese Art of Dying, pubblicato il 4 ottobre 2019.

## Tracce
1. Armageddon – 3:08
2. Cut It All Away – 3:53
3. Do or Die – 3:05
4. Dark Days – 3:27
5. Rear View Mirror – 3:25
6. Never Easy – 3:10
7. Shatterproof – 3:10
8. Unoriginal – 3:18
9. I Believe – 4:21
10. No One Ever Wins – 3:42

## Formazione
- Jonny Hetherington – voce
- Tavis Stanley – chitarra, cori
- Cale Gontier – basso, cori
- Cody Watkins – batteria, cori